# Parc Nacional de Tsavo Oest
El Parc nacional de Tsavo Oest, en anglès: Tsavo West National Park es troba a Kenya a la seva província Coast Province. Aquest parc fou creat el 1948 i ocupa una superfície de 9.065 km².
El creua la carretera A109 de Nairobi a Mombasa i una via de ferrocarril el separa de l'adjacent Tsavo East National Park. Aquests dos parcs, i algunes altres zones protegides adjacents, formen la Tsavo Conservation Area.
A Tsavo Oest hi ha les populars Fonts Mzimai una rica i variada vida silvestre. És gestionat pel Kenya Wildlife Service. Disposa d'animals grossos com el rinoceront negre, el búfal del Cap, l'elefant i el lleó masai.